# Snake Creek (dopływ Cadosia Creek)
Snake Creek – rzeka w Stanach Zjednoczonych, w stanie Nowy Jork, w hrabstwie Delaware. Zarówno długość jak i powierzchnia zlewni cieku nie zostały określone. Rzeka jest jednym z dopływów Cadosia Creek.